# 塞缪尔·霍杰茨
塞缪尔·欧内斯特·霍杰茨（英語：Samuel Ernest Hodgetts，1877年10月28日—1944年），英国男子竞技体操运动员。他曾获得1912年夏季奥运会体操比赛男子团体全能铜牌。他也参加了1908年和1920年夏季奥运会。